# Survivor Series (1998)
Survivor Series 1998 fue la duodécima edición del Survivor Series, un evento pay-per-view anual de lucha libre profesional producido por la World Wrestling Federation (WWF). Tuvo lugar el 15 de noviembre de 1998 en el Kiel Center en San Luis, Misuri. El tema oficial del evento es Deadly Game de Jim Johnston.
Esta fue la primera Survivor Series que no tuvo su clásica pelea de eliminación por equipos de Survivor Series.

## Resultados
- HEAT: Too Much (Brian Christopher & Scott Taylor) derrotaron a The Hardy Boyz (Matt & Jeff)
- HEAT: Bob Holly & Scorpio derrotaron a The Legion of Doom (Animal & Droz) (2:17)
  - Scorpio cubrió a Droz después de que Snow le golpease con Head.
- Luchas en HEAT: Val Venis derrotó a Tiger Ali Singh (c/Babu) (2:36)
  - Venis cubrió a Singh con un "Big Package" después de una intervención de The Godfather.
- Luchas en HEAT: Gangrel derrotó a Steve Blackman (3:21)
  - Gangrel cubrió a Blackman después de una intervención de Edge.
  - Tras el combate, Blue Blazer bajó con una tirolina, pero quedó atascado en ella y Blackman le atacó. Tras ello, Blackman abandonó la arena en la tirolina.
- Torneo Ronda clasificatoria: 
  - Mankind derrotó a Duane Gill (0:30)
    - Mankind cubrió a Gill después de un "Double Underhook DDT".

  - Al Snow (con Head) derrotó a Jeff Jarrett (con Debra) (3:31)
    - Snow cubrió a Jarrett después de pegarle con "Head".

  - Stone Cold Steve Austin derrotó a The Big Boss Man (3:20)
    - Boss Man fue descalificado después de atacar a Austin con su porra.
    - Después de la lucha Boss Man siguió atacando a Austin con su porra.

  - X-Pac y Steven Regal terminaron sin resultado (8:10)
    - Ambos fueron descalificados por cuenta afuera.
    - Vince McMahon ordenó reiniciar la pelea, pero no fue posible debido a una lesión que sufrió X-Pac durante el combate.
    - Como consecuencia, Austin pasó automáticamente a las semifinales.

  - Ken Shamrock derrotó a Goldust (5:56)
    - Shamrock forzó a Goldust a rendirse con un "Ankle Lock".

  - The Rock derrotó a The Big Boss Man (0:04)
    - Rock cubrió a Boss Man con un "Small Package".
    - Boss Man estaba reemplazando a Triple H, quién tenía una herida en la pierna.
- Torneo cuartos de final: 
  - The Undertaker (con Paul Bearer) derrotó a Kane (7:16)
    - Undertaker cubrió a Kane después de un "Tombstone Piledriver".

  - Mankind derrotó a Al Snow (con Head) (3:55)
    - Mankind forzó a Snow a rendirse con el "Mandible Claw"

  - The Rock derrotó a Ken Shamrock (8:20) 
    - Rock cubrió a Shamrock después de pegarle con la porra de Boss Man.
- Sable derrotó a Jacqueline (con Marc Mero) ganando el Campeonato Femenino de la WWF (3:14)
  - Sable cubrió a Jacqueline después de una "Sablebomb".
- Semifinal del torneo:
  - Mankind derrotó a Stone Cold Steve Austin (con Shane McMahon como árbitro especial) (10:27)
    - Mankind cubrió a Austin después de que Gerald Brisco le pegara con una silla.
    - Durante la lucha, Shane detuvo el conteo antes de 3 a Austin y le enseñó una seña obscena, cambiando a heel.
    - Durante la lucha, Vince McMahon intervino atacando al árbitro a favor de Mankind, siendo Shane McMahon su reemplazo.
    - Después de la lucha, Austin persiguió a Vince, Brisco y Pat Patterson hasta el estacionamiento de la arena.

  - The Rock derrotó a The Undertaker (con Paul Bearer) por descalificación (8:23)
    - Undertaker fue descalificado después de que Kane le hiciera una "Chokeslam" a Rock.
- The New Age Outlaws (Billy Gunn & Road Dogg) derrotaron a D'Lo Brown & Mark Henry y The Headbangers (Mosh & Thrasher) reteniendo el Campeonato en Parejas de la WWF (10:10)
  - Gunn cubrió a Mosh luego de una Fameasser y un Piledriver.
- Final del torneo
  - The Rock derrotó a Mankind ganando el Campeonato de la WWF (17:10)
    - Rock le aplicó a Mankind el "Sharpshooter", pero el árbitro le dio la victoria a Rock sin que Mankind se rindiera.
    - Después de la pelea, Vince McMahon fue a felicitar a The Rock, mientras que Mankind exigió una explicación a Vince.
    - Como respuesta, The Rock le aplicó un Rock Bottom a Mankind, cambiando a heel.
    - Austin apareció y aplicó una Stunner tanto a The Rock como a Mankind.

## Fases del torneo
Pin=conteo de tres; Sub=rendición; DCO=doble conteo de 10 fuera del ring; DQ=descalificación;
|  | Octavos de final          | Octavos de final          | Octavos de final |                           |              | Cuartos de final | Cuartos de final | Cuartos de final |    |                           | Semifinales               | Semifinales | Semifinales |  |          | Final    | Final | Final |  |
|  |                           |                           |                  |                           |              |                  |                  |                  |    |                           |                           |             |             |  |          |          |       |       |  |
|  |                           |                           |                  |                           |              |                  |                  |                  |    |                           |                           |             |             |  |          |          |       |       |  |
|  | The Undertaker            |                           |                  |                           |              |                  |                  |                  |    |                           |                           |             |             |  |          |          |       |       |  |
|  |                           |                           |                  |                           |              |                  |                  |                  |    |                           |                           |             |             |  |          |          |       |       |  |
|  | BYE                       |                           |                  |                           |              |                  |                  |                  |    |                           |                           |             |             |  |          |          |       |       |  |
|  |                           | The Undertaker            | The Undertaker   | Pin                       |              |                  |                  |                  |    |                           |                           |             |             |  |          |          |       |       |  |
|  |                           |                           |                  | Pin                       |              |                  |                  |                  |    |                           |                           |             |             |  |          |          |       |       |  |
|  |                           |                           | Kane             | Kane                      | 7:16         |                  |                  |                  |    |                           |                           |             |             |  |          |          |       |       |  |
|  | Kane                      |                           | Kane             | Kane                      | 7:16         |                  |                  |                  |    |                           |                           |             |             |  |          |          |       |       |  |
|  |                           |                           |                  |                           |              |                  |                  |                  |    |                           |                           |             |             |  |          |          |       |       |  |
|  | BYE                       |                           |                  |                           |              |                  |                  |                  |    |                           |                           |             |             |  |          |          |       |       |  |
|  |                           |                           |                  |                           |              |                  | The Undertaker   | The Undertaker   | DQ |                           |                           |             |             |  |          |          |       |       |  |
|  |                           |                           |                  |                           |              |                  |                  |                  | DQ |                           |                           |             |             |  |          |          |       |       |  |
|  |                           |                           | The Rock         | The Rock                  | 8:23         |                  |                  |                  |    |                           |                           |             |             |  |          |          |       |       |  |
|  | Goldust                   | Goldust                   | The Rock         | The Rock                  | 8:23         | Sub              |                  |                  |    |                           |                           |             |             |  |          |          |       |       |  |
|  | Goldust                   | Goldust                   |                  |                           |              |                  |                  |                  |    |                           |                           |             |             |  |          |          |       |       |  |
|  | Ken Shamrock              | Ken Shamrock              | 5:56             |                           |              |                  |                  |                  |    |                           |                           |             |             |  |          |          |       |       |  |
|  | Ken Shamrock              | Ken Shamrock              | 5:56             |                           | Ken Shamrock | Ken Shamrock     | Pin              |                  |    |                           |                           |             |             |  |          |          |       |       |  |
|  |                           |                           |                  |                           | Ken Shamrock | Ken Shamrock     | Pin              |                  |    |                           |                           |             |             |  |          |          |       |       |  |
|  |                           |                           | The Rock         | The Rock                  | 8:20         |                  |                  |                  |    |                           |                           |             |             |  |          |          |       |       |  |
|  | The Big Boss Man          | The Big Boss Man          | The Rock         | The Rock                  | 8:20         | Pin              |                  |                  |    |                           |                           |             |             |  |          |          |       |       |  |
|  | The Big Boss Man          | The Big Boss Man          |                  |                           |              |                  |                  |                  |    |                           |                           |             |             |  |          |          |       |       |  |
|  | The Rock                  | The Rock                  | 0:03             |                           |              |                  |                  |                  |    |                           |                           |             |             |  |          |          |       |       |  |
|  | The Rock                  | The Rock                  | 0:03             |                           |              |                  |                  |                  |    |                           |                           |             |             |  | The Rock | The Rock | Sub   |       |  |
|  |                           |                           |                  |                           |              |                  |                  |                  |    |                           |                           |             |             |  | The Rock | The Rock | Sub   |       |  |
|  |                           |                           | Mankind          | Mankind                   | 17:10        |                  |                  |                  |    |                           |                           |             |             |  |          |          |       |       |  |
|  | "Stone Cold" Steve Austin | "Stone Cold" Steve Austin | Mankind          | Mankind                   | 17:10        | DQ               |                  |                  |    |                           |                           |             |             |  |          |          |       |       |  |
|  | "Stone Cold" Steve Austin | "Stone Cold" Steve Austin |                  |                           |              |                  |                  |                  |    |                           |                           |             |             |  |          |          |       |       |  |
|  | The Big Boss Man          | The Big Boss Man          | 3:20             |                           |              |                  |                  |                  |    |                           |                           |             |             |  |          |          |       |       |  |
|  | The Big Boss Man          | The Big Boss Man          | 3:20             | "Stone Cold" Steve Austin |              |                  |                  |                  |    |                           |                           |             |             |  |          |          |       |       |  |
|  |                           |                           |                  |                           |              |                  |                  |                  |    |                           |                           |             |             |  |          |          |       |       |  |
|  |                           |                           | BYE              |                           |              |                  |                  |                  |    |                           |                           |             |             |  |          |          |       |       |  |
|  | Steven Regal              | Steven Regal              | DCO              |                           |              |                  |                  |                  |    |                           |                           |             |             |  |          |          |       |       |  |
|  | Steven Regal              | Steven Regal              | DCO              |                           |              |                  |                  |                  |    |                           |                           |             |             |  |          |          |       |       |  |
|  | X-Pac                     | X-Pac                     | 8:10             |                           |              |                  |                  |                  |    |                           |                           |             |             |  |          |          |       |       |  |
|  | X-Pac                     | X-Pac                     | 8:10             |                           |              |                  |                  |                  |    | "Stone Cold" Steve Austin | "Stone Cold" Steve Austin | Pin         |             |  |          |          |       |       |  |
|  |                           |                           |                  |                           |              |                  |                  |                  |    | "Stone Cold" Steve Austin | "Stone Cold" Steve Austin | Pin         |             |  |          |          |       |       |  |
|  |                           |                           | Mankind          | Mankind                   | 10:27        |                  |                  |                  |    |                           |                           |             |             |  |          |          |       |       |  |
|  | Jeff Jarrett              | Jeff Jarrett              | Mankind          | Mankind                   | 10:27        | Pin              |                  |                  |    |                           |                           |             |             |  |          |          |       |       |  |
|  | Jeff Jarrett              | Jeff Jarrett              |                  |                           |              |                  |                  |                  |    |                           |                           |             |             |  |          |          |       |       |  |
|  | Al Snow                   | Al Snow                   | 3:31             |                           |              |                  |                  |                  |    |                           |                           |             |             |  |          |          |       |       |  |
|  | Al Snow                   | Al Snow                   | 3:31             |                           | Al Snow      | Al Snow          | Pin              |                  |    |                           |                           |             |             |  |          |          |       |       |  |
|  |                           |                           |                  |                           | Al Snow      | Al Snow          | Pin              |                  |    |                           |                           |             |             |  |          |          |       |       |  |
|  |                           |                           | Mankind          | Mankind                   | 3:55         |                  |                  |                  |    |                           |                           |             |             |  |          |          |       |       |  |
|  | Duane Gill                | Duane Gill                | Mankind          | Mankind                   | 3:55         | Pin              |                  |                  |    |                           |                           |             |             |  |          |          |       |       |  |
|  | Duane Gill                | Duane Gill                |                  |                           |              |                  |                  |                  |    |                           |                           |             |             |  |          |          |       |       |  |
|  | Mankind                   | Mankind                   | 0:30             |                           |              |                  |                  |                  |    |                           |                           |             |             |  |          |          |       |       |  |
|  | Mankind                   | Mankind                   | 0:30             |                           |              |                  |                  |                  |    |                           |                           |             |             |  |          |          |       |       |  |
|  |                           |                           |                  |                           |              |                  |                  |                  |    |                           |                           |             |             |  |          |          |       |       |  |

1. ↑  Originalmente Triple H ocuparía este Bracket, pero debido a una lesión, The Big Boss Man tomó su lugar.
2. ↑  Mankind no se rindió ante el sharpshooter de The Rock, esto emula a la Traición de Montreal del pasado Survivor Series.
3. ↑  Duane Gill fue un oponente sorpresa para competir ante Mankind, no fue revelada su identidad hasta que hizo su entrada al ring.

## Otros roles
| Comentaristas - Jerry "The King" Lawler - Jim Ross Comentaristas españoles - Carlos Cabrera - Hugo Savinovich Anunciadores del ring - Howard Finkel Entrevistadores - Michael Cole - Dok Hendrix - Kevin Kelly | Árbitros - Shane McMahon - Mike Chioda - Jack Doan - Earl Hebner - Jim Korderas - Tim White |